# أطرف نكتة في العالم

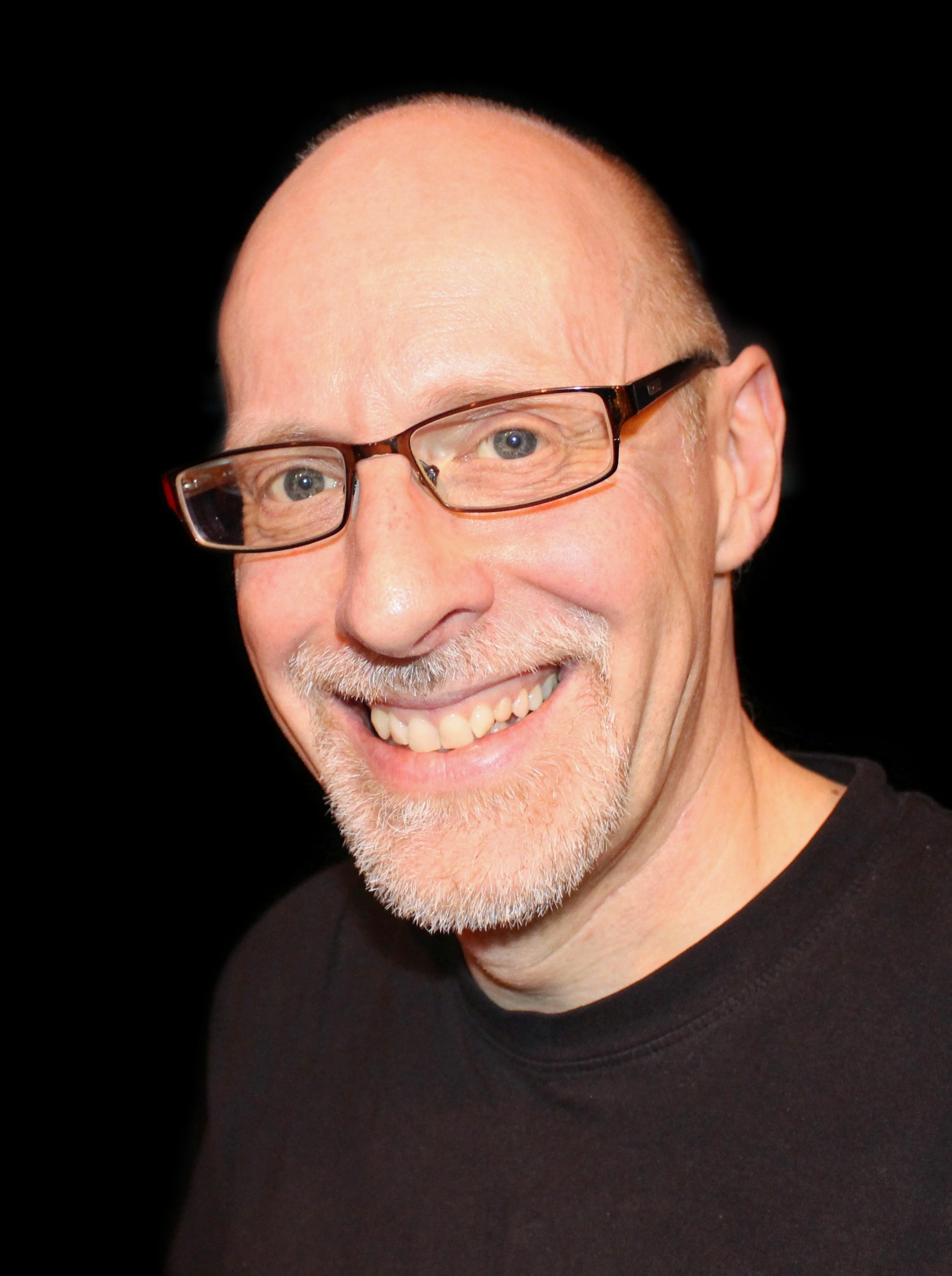
ريتشارد وايزمان

أطرف نكتة في العالم مصطلح استخدمه ريتشارد وايزمان من جامعة هيرتفوردشاير في عام 2002 للوصول إلى نتائج بحثه. بالنسبة لتجربته، المسماة LaughLab، أنشأ موقعًا على شبكة الإنترنت حيث يمكن للأشخاص تقييم النكات وإرسالها. تضمنت أهداف البحث اكتشاف النكتة التي حظيت بأكبر قدر من الجاذبية والفهم بين مختلف الثقافات والتركيبات السكانية والبلدان.
استضافت قناة History في النهاية برنامجا خاصًا حول هذا الموضوع.

## النكات
النكتة الفائزة، والتي تبين لاحقًا أنها تستند إلى رسم تخطيطي لـ Goon Show لعام 1951 بواسطة Spike Milligan، قدمت بواسطة Gurpal Gosal of Manchester:
«يخرج اثنان من الصيادين في الغابة عندما ينهار أحدهما. لا يبدو أنه يتنفس وعيناه لامعتان. الرجل الآخر يخرخ هاتفه ويتصل بخدمات الطوارئ. يلهث، «صديقي مات! ماذا أفعل؟» يقول عامل الهاتف، «اهدأ. يمكنني المساعدة. أولاً، دعنا نتأكد من أنه مات.» هناك صمت. ثم سمع رصاصة بندقية. مرة أخرى على الهاتف، قال الرجل، «حسنًا، ماذا الآن؟»»

## نتائج أخرى
تضمن الباحثون أيضًا خمس النكتة الحسابية  [الإنجليزية]، كان أداء أربع منها ضعيفًا نوعًا ما، ولكن صنفت كواحدة من أعلى ثلث النكات البشرية:
«أي نوع من المجرمين لديه جذور أخلاقية؟ - قاتل الحبوب.»
ومن المثير للاهتمام أن النكتة التي قدمت إلى مختبر لافلاب في معظم الأوقات كانت:
«ما هو اللون البني واللزج؟ عصا»